# Monstropalpus helleri
Monstropalpus helleri là một loài bọ cánh cứng trong họ Cerambycidae.